# Javier Saiz
Javier Saiz (Córdoba, Argentina, 26 de febrero de 1994) es un baloncestista argentino. Juega como ala pívot para Instituto, equipo de la Liga Nacional de Básquet de Argentina.

## Historia
Saiz se formó como baloncestista en la cantera de Atenas, pasando en 2010 a Hindú Club. Allí llegó a jugar en el equipo mayor con el que se consagró campeón del torneo de la Primera A de la Asociación Cordobesa de Básquetbol en 2013.
En 2014 se incorporó a Regatas Corrientes como ficha U21. Su debut oficial en la Liga Nacional de Básquet se produjo el 30 de septiembre de 2014 en el clásico del básquet correntino ante San Martín de Corrientes. 
Tras seis temporadas, en las que jugó 288 partidos, dejó Regatas Corrientes para unirse a San Martín de Corrientes. En su nuevo destino estuvo tres años, siendo titular en el equipo. 
En mayo de 2023 se unió a Panteras de Miranda de la Superliga Profesional de Baloncesto de Venezuela, equipo con el que jugaría durante un mes. Posteriormente regresó a su país y firmó un contrato con Instituto.

### Clubes
| Club                     | País      | Año             |
| ------------------------ | --------- | --------------- |
| Hindú de Córdoba         | Argentina | 2013 - 2014     |
| Regatas Corrientes       | Argentina | 2014 - 2020     |
| San Martín de Corrientes | Argentina | 2020 - 2023     |
| Panteras de Miranda      | Venezuela | 2023            |
| Instituto                | Argentina | 2023 - Presente |

## Selección nacional
Saiz formó parte de los seleccionado juveniles de baloncesto de Argentina. Fue parte del plantel que disputó el Campeonato Sudamericano de Baloncesto Sub-17 de 2011, el Torneo Albert Schweitzer de 2012 y el Campeonato Mundial de Baloncesto Sub-19 de 2013. 
En 2016 jugó por primera vez para la selección mayor argentina en el Campeonato Sudamericano de Baloncesto de 2016.
Al año siguiente representó a su país Copa FIBA Américas de 2017.
Posteriormente fue convocado para jugar con el equipo nacional en las eliminatorias para la Copa Mundial de Baloncesto de 2019 y para la Copa FIBA Américas de 2021.
Formó parte del plantel que obtuvo la medalla de oro en el torneo de baloncesto masculino de los Juegos Panamericanos de 2023.